# 29P/Швассмана — Вахмана
Комета Швассмана — Вахмана 1 (29P/Schwassmann-Wachmann) — крупная короткопериодическая комета из семейства Юпитера, которую открыли 5 ноября 1927 года немецкие астрономы Арнольд Швассман и Арно Артур Вахман в Гамбурской обсерватории, когда на ней происходила вспышка яркости, которая увеличила её блеск до 13,5 m звёздной величины. Спустя несколько дней после открытия яркость кометы начала быстро падать, пока всего через две недели не опустилась до 16,0 m. Комета обладает довольно коротким периодом обращения вокруг Солнца — чуть менее 14,7 года.
- Орбита кометы Швассмана — Вахмана 1 и её положение в Солнечной системе

Чуть позже, было установлено, что эта комета попадала в объектив телескопа ещё 4 марта 1902 года, также в момент очередного скачка блеска до 12,0 m, но не была выявлена.

## Особенности кометы
Уникальность этой кометы состоит в том, что в течение года она регулярно испытывает несколько всплесков яркости, которые каждый раз увеличивают её блеск на 1 — 5 m звёздных величин. При номинальной яркости кометы в перигелии 16,0 m и в афелии 19,0 m, данные вспышки могут увеличивать её магнитуду до 13,0 m, а в редких случаях и до 10,0 m, что соответствует более чем тысячекратному увеличению яркости. Вспышки происходят внезапно и могут быть однократными или происходить сериями на протяжении 5 — 15 дней, а сам процесс нарастания яркости очень стремительный и занимает всего порядка двух часов, после чего происходит постепенное угасание яркости в течение одной или двух недель.
Анализ наблюдений 26 вспышек за период 2010—2014 годов позволил довольно уверенно выявить их периодичный характер. По данным Ричарда Майлза вспышки в среднем происходят раз в 57,6 ± 0,4 дня. Подобное периодичность может объясняться только вращением ядра кометы вокруг своей оси, а сами всплески могут объясняться явлениями криовулканизма, происходящего на поверхности на экваторе ядра в районе долготы ∼135-150°.
Главной действующей силой в этих процессах является метановый лёд, которые плавясь под поверхностью коры ядра под давлением (>12> кПа) начинают поглощать сверхвысоколетучие газы, такие как CO и N2, которые при испарении выделяют большое количество тепла (5-7 кДж/моль). Этот процесс наиболее активно происходит вблизи границы раздела твердое тело-жидкость, где температура растворителя самая низкая, а растворимость газа самая высокая. Выброс происходит, когда солнечное тепло размягчает парафиновые углеводороды в пласте коры, располагающемся над заполненным газом подземным резервуаром. Давление газов приподнимает этот участок коры, что провоцирует взрывообразное высвобождение скопившихся так газов, главным образом CO, которые выталкивают вместе с собой захваченную пыль и мусор в космос. После этого пласт коры опускается назад, под действием гравитации относительно большого ядра, и трещина закрывается, а углеводородная фракция затвердевает, позволяя начать новый цикл выброса. Пыль и газ, выделяющиеся при этом, является частью того самого начального материала, из которого миллиарды лет назад сформировались Солнце и планеты. Сложные углеродные соединения, которые содержит комета, возможно, обеспечили часть материала, из которого возникла жизнь на нашей планете.
Ещё одной особенностью данной кометы является практически круговая орбита, которая совершенно не характерна для комет, зато весьма распространена среди кентавров, располагающихся на таком же удалении от Солнца, что и сама комета. Принято считать, что комета является одним из представителей этого класса объектов, которые располагаются между орбитами Юпитера и Нептуна, и, вероятно, мигрировала из пояса Койпера или рассеянного диска в недалеком прошлом.
С момента открытия орбита кометы стабилизируется: эксцентриситет уменьшился с 0,15 до 0,04, а период обращения сократился с 16,0 до 14,9 года. Тем не менее, частые возмущения со стороны Юпитера заставят комету покинуть текущую орбиту к 4000 году.
Уолтер Харрис из Университета Аризоны (США) предложил отправить к 29P/Швассмана-Вахмана 1 АМС «Химера», которая выйдет на орбитальную орбиту вокруг кометы и пробудет на ней не менее двух лет. Алан Стерн из Юго-Западного исследовательского института (США) предлагает проект АМС «Кентавр», которая посетит нескольких кентавров, включая 29P/Швассмана-Вахмана 1 и (2060) Хирон. Обе миссии вышли в очередной этап отбора исследовательских проектов по программе НАСА «Discovery Program» по исследованию Солнечной системы.

## Сближение с планетами
В XX веке комета испытала два незначительных сближения с Юпитером и ещё одно ожидается в XXI веке.
- 1,95 а. е. от Юпитера 11 июля 1930 года;
  - увеличение расстояния перигелия с 5,47 а. е. до 5,52 а. е.;
  - уменьшение орбитального периода с 16,44 до 16,14 лет;
- 1,00 а. е. от Юпитера 8 мая 1974 года;
  - увеличение расстояния перигелия от 5,45 а. е. до 5.77 а. е.;
  - уменьшение орбитального периода с 14,96 до 14,85 года;
- 0,90 а. е. от Юпитера 11 октября 2037 года;
  - увеличение расстояния перигелия с 5,71 а. е. до 5,87 а. е.;
  - увеличение орбитального периода с 14,37 до 15,87 лет.